# 四平蚱
四平蚱（学名：Tetrix sipingensis）一种发现于中华人民共和国吉林省四平市的昆虫，隶属于蚱科蚱属。

## 形态特征
正模标本为雄性成虫，体长8.78毫米，呈暗褐色，前胸背板肩角处具1横白斑，之后具1对黑斑；后足外侧色浅。